# Nicola Sodano
Nicola Sodano (Crotone, 3 luglio 1957) è un politico italiano.

## Biografia
Di professione architetto, nel 1997 è stato eletto consigliere provinciale della Provincia di Mantova con Forza Italia, e riconfermato per altri due mandati nel 2001 e nel 2006.
Alle elezioni amministrative del 2010 è stato candidato a sindaco di Mantova alla guida di una coalizione di centro-destra, vincendo al secondo turno contro la sindaca uscente Fiorenza Brioni con il 52,2% di voti. È stato il primo sindaco di Mantova di centro-destra. Il mandato ha avuto inizio il 13 aprile 2010 ed è terminato il 15 giugno 2015; Sodano non si è ripresentato per un secondo mandato ed il centro-destra ha candidato al suo posto Paola Bulbarelli, sconfitta poi dal candidato del centro-sinistra Mattia Palazzi.